# Goetia (álbum)
Goetia estaba planeado a ser el primer álbum de larga duración de la banda Cradle of Filth en la discográfica del Reino Unido Tombstone Records. Sin embargo, debido al financiamiento insuficiente, las cintas de estudio fueron eliminadas y el álbum no se publicó.
Muy poco se sabe de esta grabación. Los miembros de la banda hablan poco de los temas y del concepto de Goetia, aunque es mencionado brevemente en una retrospectiva de la banda, escrito por Damien Gregori presentado en el librillo de Lovecraft and Witch Hearts.

## Historia
Los demos previos de Cradle of Filth les ayudaron a firmar su primer contrato con una discográfica de bajo presupuesto: Tombstone Records. No está claro cuánto duró el proceso de grabación, pero se sabe que las cintas estaban completas. Sin embargo, los productores de estudio de Tombstone no pudieron financiar las sesiones de grabación finales, así que las cintas debían ser eliminadas. Un año después, el siguiente demo de la banda, Total Fucking Darkness (se especula que es una publicación "promo" de Goetia), le dio a la banda un contrato con Cacophonous Records, una discográfica de metal extremo.

## Posible lista de temas
Aunque ninguna lista de temas ha sido verificada, hay diferentes fuentes que indican posibles inclusiones a la grabación. Un concierto en un bar de Mánchester en 1992, posiblemente promocionando Goetia, presentaba esta lista:
1. To Eve the Art of Witchcraft
2. Unbridled at Dusk
3. Of Mist and Midnight Skies
4. The Principle of Evil Made Flesh
5. The Black Goddess Rises
6. As Deep as any Burial

También se especula que el demo Total Fucking Darkness es una grabación "promo" de Goetia. Los posibles temas añadidos son:
- "The Raping of Faith"
- "Fraternally Yours, 666"

## Inclusiones confirmadas
El único tema que ha sido confirmado de ser incluido en Goetia es "Spattered in Faeces". Esto fue confirmado por Dani.

## Créditos
- Dani Filth - Voz
- Paul Allender - Guitarra
- Paul Ryan - Guitarra
- Robin Graves - Bajo
- Darren White - Batería
- Benjamin Ryan - Teclados